# Benedito Novo (ort)
Benedito Novo är en ort i Brasilien.   Den ligger i kommunen Benedito Novo och delstaten Santa Catarina, i den södra delen av landet, 1 200 km söder om huvudstaden Brasília. Benedito Novo ligger 142 meter över havet och antalet invånare är 10 331.
Terrängen runt Benedito Novo är huvudsakligen kuperad. Benedito Novo ligger nere i en dal. Närmaste större samhälle är Timbó, 10,2 km öster om Benedito Novo.
I omgivningarna runt Benedito Novo växer i huvudsak städsegrön lövskog. Runt Benedito Novo är det ganska tätbefolkat, med 78 invånare per kvadratkilometer.